# Senostoma flavipes
Senostoma flavipes là một loài ruồi trong họ Tachinidae.